# Willie Stargell
Wilver Dornel Stargell (né le 6 mars 1940 à Earlsboro, Oklahoma, décédé le 9 avril 2001 à Wilmington, Caroline du Nord) était un joueur américain de baseball qui a joué toute sa carrière avec les Pirates de Pittsburgh dans la Ligue nationale.

## Biographie
Il était parmi les plus célèbres frappeurs de la ligue, frappant 475 coups de circuit dans sa carrière, le 28e meilleur total de l'histoire des ligues. Avec les Pirates, il remporte deux fois la Ligue nationale et deux fois la Série mondiale, remportant le prix du meilleur joueur des World Series en 1979. En 1973, il mène la ligue au nombre de doubles (43) et au nombre de coups de circuit (44). Il devient le premier joueur depuis Hank Greenberg en 1940 à avoir frappé au moins 40 doubles et au moins 40 coups de circuit en une saison.
Il est mort en 2001 à 61 ans. Les Pirates ont érigé une statue le représentant devant le PNC Park, leur stade inauguré en 2001, pour honorer ses 21 saisons avec la même équipe.

## Palmarès
- Joueur par excellence de la Ligue nationale en 1979 (ex aequo avec Keith Hernandez)
- Joueur par excellence de la Série mondiale 1979
- Mena la ligue en coups de circuit (1971, 1973)
- Mena la ligue en doubles (1973)
- Sélectionné 7 fois pour le match des étoiles
- Élu au Temple de la renommée du baseball en 1988